# Chantage ailé
Chantage ailé (titre original : Winged Blackmail) est une nouvelle de Jack London publiée aux États-Unis en 1910.

## Historique
La nouvelle est publiée initialement dans The Lever, en septembre 1910, avant d'être reprise dans le recueil The Night-Born en octobre 1912.

## Éditions

### Éditions en anglais
- Winged Blackmail, dans le The Lever, périodique, septembre 1910.
- Winged Blackmail, dans le recueil The Night-Born, un volume chez The Century Co, New York, octobre 1912.

### Traductions en français
- Chantage ailé, traduction de Louis Postif, in Gringoire, périodique, 29 mai 1936.
- Chantage ailé, traduction de Louis Postif, in En rire ou en pleurer ?, recueil, 10/18, 1975.

## Sources
- (en) Jack London's Works by Date of Composition
- http://www.jack-london.fr/bibliographie